# Jakob Lose
Jakob Lose (født 15. juli 1979 i Esbjerg) er en dansk kommunalpolitiker valgt for Venstre til byrådet i Esbjerg Kommune siden 2002. I 2019 modtog han hæder som Ridder af Dannebrog for sit arbejde som byrådsmedlem. Han har tidligere været viceborgmester i Esbjerg under Johnny Søtrup, men den post overtog Jesper Frost Rasmussen efter Kommunalvalget i Esbjerg Kommune 2013. Jakob Lose er beskæftiget som direktør i en IT-virksomhed. Privat er han gift med Stephanie Lose, der er næstformand i Venstre.